# Cisza (film 2010)
Cisza – polski film z 2010 roku. Film jest produkcją telewizji TVN i jest to drugi film, który pochodzi z cyklu Prawdziwe historie.
Film opowiada o tragedii tyskich licealistów w Tatrach z 28 stycznia 2003 roku, w której wskutek zejścia lawiny zginęło siedmioro uczniów i jeden opiekun wycieczki.

## Opis fabuły
Wojtek Domagała jest chłopakiem tętniącym życiem – należy do licealnego koła wspinaczkowego i bardzo uwielbia się wspinać. Pewnego razu Tadeusz Brzozowski – nauczyciel geografii w liceum i opiekun koła – proponuje uczniom wycieczkę w Tatry, a w ramach tego wspinaczkę na Rysy. Uczniowie bardzo chętnie wyjeżdżają, jedynie matka Wojtka – Alicja ma na początku obawy z tym związane.
W końcu uczniowie wyruszają na szczyt 28 stycznia 2003 roku. Nagle schodzi lawina, z której cało wychodzi Tadeusz, Błażej – kolega Wojtka oraz jedna z uczennic.
Film ukazuje tę tragedię przede wszystkim z punktu widzenia matki Wojciecha.

## Obsada
- Edyta Olszówka – Alicja Domagała, mama Wojtka
- Marcin Perchuć – Piotr Domagała, ojciec Wojtka
- Przemysław Sadowski – geograf Tadeusz Brzozowski "Brzoza"
- Mateusz Banasiuk – Wojtek Domagała
- Antoni Królikowski – Błażej, przyjaciel Wojtka
- Olga Frycz – Ania Domagała, siostra Wojtka
- Matylda Baczyńska – Ola
- Paweł Królikowski – Robert
- Marta Juras(inne języki) – Iza
- Dominika Kojro – Aśka
- Piotr Biedroń – Maciek
- Dawid Ogrodnik – Grzesiek
- Grzegorz Twaróg – Janek
- Radosław Fećko – Jacek
- Małgorzata Gałkowska – matka Błażeja
- Małgorzata Kochan – matka Oli
- Antoni Rot – ojciec Oli
- Marta Waldera – matka Aśki
- Piotr Rękawik – ojciec Aśki
- Violetta Smolińska – matka Janka
- Tadeusz Łomnicki – ojciec Janka
- January Brunov – Rafał
- Agata Hutyra – żona Rafała